# Amplexidiscus fenestrafer
Anémone oreille d'éléphant
Espèce
Amplexidiscus fenestrafer, ou communément nommé Anémone oreille d'éléphant, est une espèce appartenant au groupe des cnidaires (animaux relativement simples, spécifiques du milieu aquatique).

## Description
La partie visible de son corps correspond à sa région orale et forme un disque rond souple, lorsqu'elle est déployée, doté de tentacules en forme de picots. La bouche est située au centre (comme chez les anémones, avec lesquelles les Corallimorpharia sont souvent confondus). Son diamètre peut atteindre 40 cm et est de couleur beige à brun.

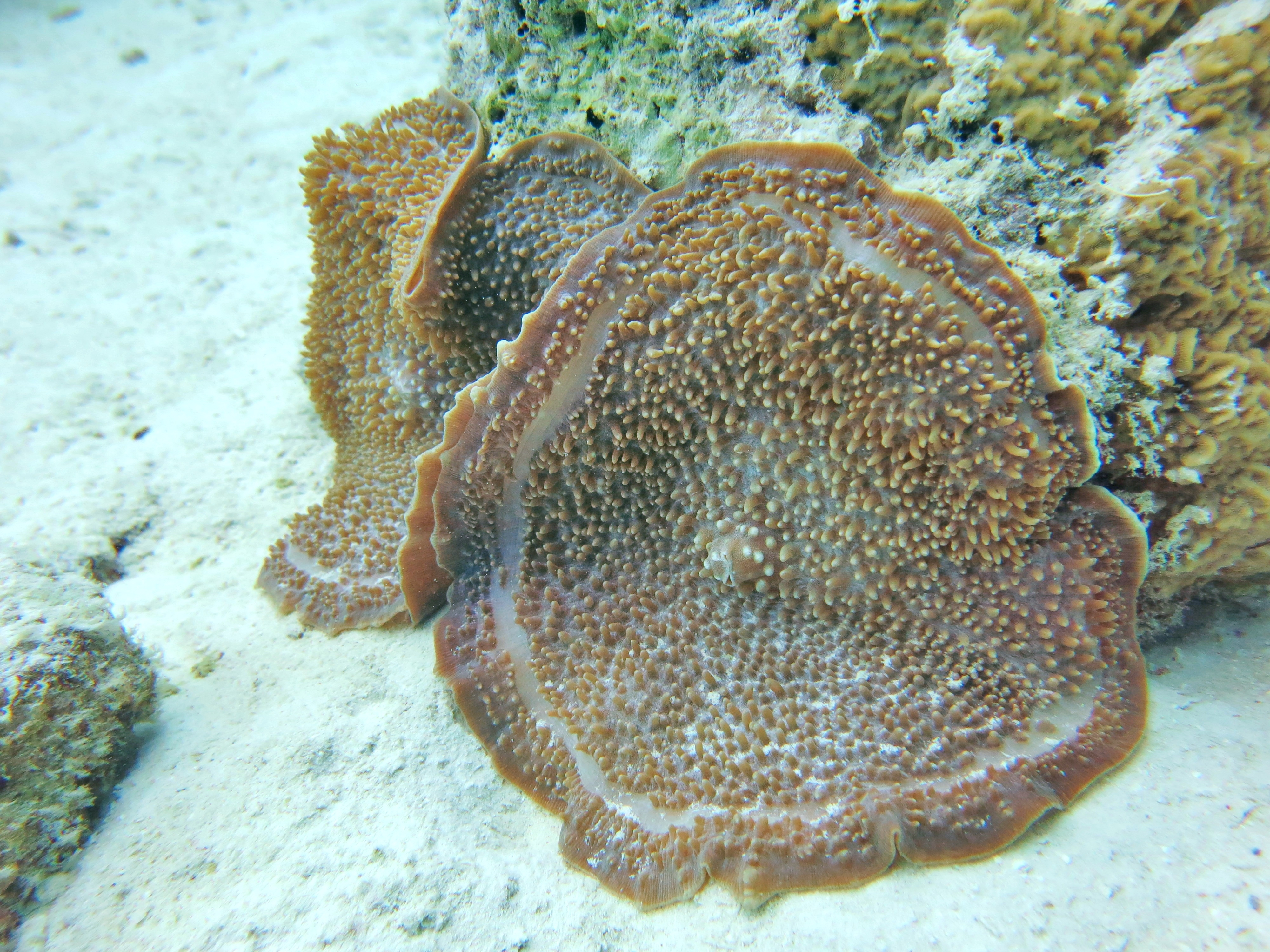
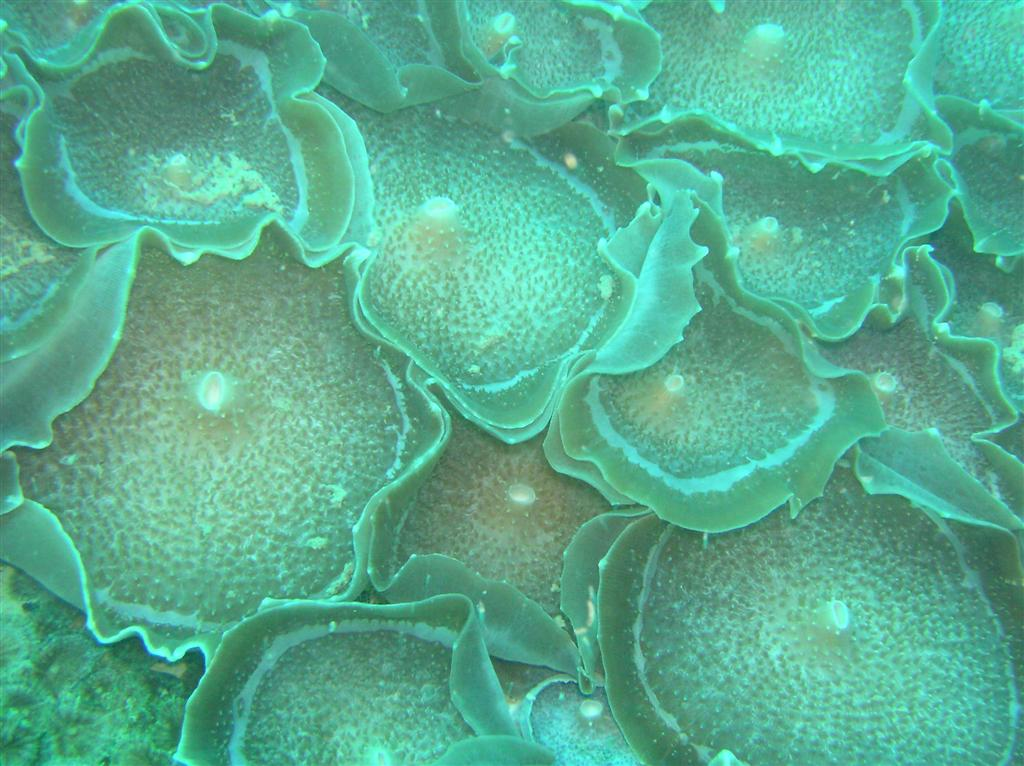

## Distribution et habitat
Cette anémone vit souvent en colonie entre 5 et 25 m de profondeur de préférence sur le dessus des récifs coralliens et ce dans les eaux tropicales de la zone Indo-ouest Pacifique.

## Alimentation
Son régime alimentaire est très varié et va de la production des zooxanthelles à de nombreux animaux qui se retrouvent pris au piège du disque buccal comme des invertébrés benthiques, des crustacés, des vers, des échinodermes et même des poissons. Lorsque la proie est piégée et que l'anémone est en phase de digestion les bords lobés sont relevés vers le centre du disque et forment comme une boule.